# Бурилков Костянтин Панасович
Костянтин Панасович Бурилков (1931 — ?) — молдавський радянський діяч, міністр сільського будівництва Молдавської РСР. Член Ревізійної комісії КП Молдавії в 1961—1963 роках. Кандидат у члени ЦК КП Молдавії в 1963—1966 та 1976—1986 роках. Член ЦК КП Молдавії в 1966—1976 роках. Депутат Верховної Ради Молдавської РСР 7—10-го скликань.

## Біографія
Народився в селянській родині.
У 1954 році закінчив Мелітопольський інститут механізації та електрифікації сільського господарства.
У 1954—1959 роках — інженер, головний інженер, директор машинно-тракторної станції.
Член КПРС з 1956 року.
У 1959—1962 роках — на партійній та радянській роботі в Молдавській РСР.
У 1962—1965 роках — заступник міністра виробництва та заготівель сільськогосподарських продуктів Молдавської РСР.
30 листопада 1965 — 1973 року — міністр сільського будівництва Молдавської РСР.
У 1973—1974 роках — заступник міністра сільського господарства Молдавської РСР.
У 1974 — після 1986 року — заступник голови Ради колгоспів Молдавської РСР — голова республіканського виробничого об'єднання «Колгоспбуд».
Подальша доля невідома.